# Black Audio Film Collective
Black Audio Film Collective (gegründet 1983 in London) war ein englisches Kollektiv, welches aus sieben britischen, schwarzen Multimediakünstlern und Filmemachern bestand. Mitglieder waren John Akomfrah, Reece Auguiste, Edward George, Lina Gopaul, Avril Johnson, Trevor Mathison und Claire Joseph, die 1985 von David Lawson ersetzt wurde. Das Kollektiv löste sich 1998 auf.
Black Audio arbeitet auf der Schnittstelle von Kunst, Film und Fernsehen und erhielt zahlreiche Auszeichnungen.

„Black Audio wandte sich vom fotografischen Realismus ab und erörterte stattdessen die diskursiven Bedingungen der „black experience“ in palimpsestähnlich sich überlagernden Bildern, Texten und Sounds. Durch kritische Gegenüberstellung von Nachrichtenausschnitten, Interviews polemischer Geschichtsdarstellung, politischer Analyse und Dramatisierung suchte das Kollektiv die traditionelle Geschichtsschreibung über die Schwarzen in Großbritannien zu hinterfragen und den Geist „anderer Geschichten“ zu enthüllen.“

## Filmografie (Auswahl)
- 1986: Handsworth Songs
- 1988: Testament
- 1989: Twilight City
- 1991: Mysteries of July
- 1991: Who Needs a Heart
- 1992: A Touch of the Tar Brush
- 1993: Seven Songs for Malcolm X
- 1995: The Mothership Connection
- 1995: The Last Angel of History
- 1995: 3 Songs of Pain, Light and Time
- 1997: Memory Room 451
- 1997: Martin Luther King: Days of Hope
- 1998: Gangsta Gangsta: The Tragedy of Tupac Shakur